# Black and tan toy terrier
A black and tan toy terrier[Nota] (em inglês:  English Toy Terrier) é uma pequena raça canina criada para caçar ratos e coelhos, prática esta que tornou-se esportiva no início do século XX. Desenvolvido a partir da raça manchester terrier, tem a pelagem curta com marcações em castanho no peito, a cabeça é estreita e as orelhas são em forma de chama de vela. Sua personalidade é considerada leal e companheira. De adestramento dito difícil, adapta-se bem à cidade, embora não socialize facilmente com outros cães. Seu tamanho varia de 2,5 a 5 kg, embora possa apresentar exemplares mais pesados, oriundos dos Estados Unidos e do Canadá.